# Seznam evroposlancev iz Slovenije (2009–2014)
Seznam evroposlancev iz Slovenije v mandatu 2009–2014 zajema poslance, ki so bili izvoljeni na evropskih parlamentarnih volitvah v Sloveniji 7. junija 2009. Slovenija je tedaj imela 7 poslancev, dokler ni 1. decembra 2009 stopila v veljavo Lizbonska pogodba, ki Sloveniji odkazuje poslanca več. Osma evroposlanka je v skladu z rezultati junijskih volitev postala Zofija Mazej Kukovič iz Slovenske demokratske stranke, ki je kandidirala kot tretja na listi stranke.

## Seznam
| #  | Slika | Poslanec             | Stranka                         | Evrostranka                                    | Opombe                                               |
| -- | ----- | -------------------- | ------------------------------- | ---------------------------------------------- | ---------------------------------------------------- |
| 1. |       | Romana Jordan        | Slovenska demokratska stranka   | Evropska ljudska stranka - Evropski demokrati  |                                                      |
| 2. |       | Tanja Fajon          | Socialni demokrati              | Stranka evropskih socialistov                  |                                                      |
| 3. |       | Jelko Kacin          | Liberalna demokracija Slovenije | Zavezništvo liberalcev in demokratov za Evropo |                                                      |
| 4. |       | Mojca Kleva          | Socialni demokrati              | Stranka evropskih socialistov                  | 9. maja 2011 prevzela mandat Zorana Thalerja         |
| 5. |       | Zofija Mazej Kukovič | Slovenska demokratska stranka   | Evropska ljudska stranka - Evropski demokrati  |                                                      |
| 6. |       | Lojze Peterle        | Nova Slovenija                  | Evropska ljudska stranka - Evropski demokrati  |                                                      |
| 7. |       | Ivo Vajgl            | Zares - nova politika DeSUS     | Evropska ljudska stranka - Evropski demokrati  |                                                      |
| 8. |       | Zoran Thaler         | Socialni demokrati              | Stranka evropskih socialistov                  | odstopil 21. marca 2011 zaradi obtožb o podkupovanju |
| 9. |       | Milan Zver           | Slovenska demokratska stranka   | Evropska ljudska stranka - Evropski demokrati  |                                                      |